# Муколипидоз
Муколипидозы (англ. ML) — собирательное название группы наследственных заболеваний, относящихся к лизосомным болезням накопления, связанных с дефицитом того или иного фермента (чаще снижением активности гидролазы). Гетерогенная группа болезней, объединяющая проявления недостаточности одного из ферментов лизосом, результатом которого является определённое сочетание накопления внутри клеток организма мукополисахаридов, гликопротеинов, олигосахаридов и гликолипидов. Изначально данная группа генных болезней, клиническая картина которых связана с нарушением нормального катаболизма различных субстратов внутри клеток, названа по аналогии с другими наследственными болезнями накопления (например, мукополисахаридозы и сфинголипидозы). Открытие биохимических процессов, дефект которых приводил к развитию того или иного типа муколипидоза, внёс корректировку в классификацию. Изначально первые четыре типа (I, II, III, и IV) были помечены как муколипидозы. Однако, теперь муколипидоз I типа (сиалидоз) классифицируется как гликопротеиноз (E77.1), а муколипидоз IV типа (сиалолипидоз) — как ганглиозидоз (E75.1).

## Наследование
Данная группа заболеваний наследуется, как и подавляющее большинство лизосомных болезней накопления, по аутосомно-рецессивному типу наследования. Таким образом, с одинаковой частотой встречается как у мужчин, так и у женщин.
Аутосомно-рецессивный тип наследования на практике означает, что дефектный ген расположен на одной из двух аллельных аутосом. Заболевание клинически манифестирует только в случае, когда обе аутосомы, полученные по одной от отца и матери, являются дефектными по данному гену. Как и во всех случаях аутосомно-рецессивного наследования, если оба родителя несут дефектный ген, то вероятность наследования болезни у потомства составляет 1 из 4. Таким образом в среднем, на одного больного ребёнка в такой семье приходится три без клинических признаков проявлений генной болезни. На схеме синим цветом обозначены здоровые, фиолетовым — носители дефектного гена, красным — больной ребёнок (два дефектных гена одной аллели). Синим кружочком помечен нормальный ген, красным — дефектный.

## Классификация
Изначально группа муколипидозов включала:
- муколипидоз I (сиалидоз)
- муколипидоз II (I-клеточная болезнь)
- муколипидоз III (псевдополидистрофия Гурлер)
- муколипидоз IV (сиалолипидоз)

Согласно Международной классификации болезней десятого пересмотра (МКБ-10), различают:
- E75 Нарушения обмена сфинголипидов и другие болезни накопления липидов.
  - E75.1 Другие ганглиозидозы. Ганглиозидоз GM1,  Муколипидоз IV.
- E77 Нарушения обмена гликопротеинов.
  - E77.0 Дефекты посттрансляционной модификации лизосомных ферментов. Муколипидоз II (I-клеточная болезнь), Муколипидоз III (псевдополидистрофия Гурлер).
  - E77.1 Дефекты деградации гликопротеидов. Аспартилглюкозаминурия. Фукозидоз. Маннозидоз. Сиалидоз (муколипидоз I)